# Gegroefde zwemkrab
De gegroefde zwemkrab (Liocarcinus corrugatus) is een krabbensoort uit de familie van de Polybiidae. De wetenschappelijke naam van de soort is voor het eerst geldig gepubliceerd in 1777 door Pennant.

## Beschrijving
De krab heeft een maximale breedte van 6 cm maar is meestal beduidend kleiner. De carapax is bruin van kleur (soms geelbruin of rood gemarmerd), behaard en gewelfd met duidelijke dwarsgroeven. De scharen zijn overlangs gegroefd. Het laatste potenpaar heeft brede, in een spits toelopende zwempeddels.

## Verspreiding
De soort komt voor in de oostelijke Atlantische Oceaan, van de Britse eilanden tot Senegal, en in de westelijke Middellandse Zee tot in de Adriatische Zee. De soort leeft op slib-, zand- en grindbodems tot een diepte van 60 meter.

## Relatie tot de mens
Deze krab wordt lokaal bevist en dit het hele jaar door. Ze wordt verkocht voor consumptie of als aas.